# (628) Christine
Pour les articles homonymes, voir Christine.
(628) Christine est un astéroïde de la ceinture principale découvert le 7 mars 1907 par l'astronome allemand August Kopff. Sa désignation provisoire était 1907 XT.